# Season 3. Hideout: Be Our Voice
Season 3. Hideout: Be Our Voice – trzeci minialbum południowokoreańskiej grupy Cravity, wydany 19 stycznia 2021 roku przez wytwórnię Starship Entertainment. Płytę promował singel „My Turn”.

## Lista utworów
| CD | CD                  | CD                                                                         | CD                                                                           | CD                           | CD      |
| Nr | Tytuł utworu        | Tekst                                                                      | Kompozycja                                                                   | Aranżacja                    | Długość |
| -- | ------------------- | -------------------------------------------------------------------------- | ---------------------------------------------------------------------------- | ---------------------------- | ------- |
| 1. | „My Turn”           | Exy                                                                        | Cameron Jai, Harold Philippon, Keelah Jacobsen, Ryan S. Jhun                 | Alawn                        | 3:33    |
| 2. | „Call My Name”      | Moon Kim (153/Joombas), Chai Lin (153/Joombas), Serim, Allen               | Moon Kim (153/Joombas), Jung Yoon (153/Joombas)                              | Jung Yoon (153/Joombas)      | 3:48    |
| 3. | „Mammoth”           | danke (lalala studio), Serim, Allen                                        | Daniel Kim, Scott Stoddart, Ryan S. Jhun                                     | Scott Stoddart, Ryan S. Jhun | 3:05    |
| 4. | „Bad Habits”        | Exy                                                                        | Dennis DeKo Kordnejad, Hanif Hitmanic Sabzevari, Johan Ahlmark, Ryan S. Jhun | DeKo, Hitmanic, Ryan S. Jhun | 3:35    |
| 5. | „Moonlight”         | JQ, Mola (makeumine works), Bae Seong-hyun (makeumine works), Serim, Allen | STEREO14, 1Hz, Peter St James, Albin Nordqvist                               | STEREO14, 1Hz                | 3:14    |
| 6. | „Dangerous”         | JQ, Kim Eung-ju (makeumine works)                                          | Goo Ji-eun, Niko Kyler, Tim Hawes, Joe Lawrence                              | Joe Lawrence                 | 3:38    |
| 7. | „Give Me Your Love” | Jooyoung, Allen, Wonjin                                                    | $UN, Jooyoung, Bae Min-soo                                                   | $UN, Bae Min-soo             | 3:28    |

## Notowania
| Lista                        | Pozycja | Źr.   |
| ---------------------------- | ------- | ----- |
| South Korean Albums (Circle) | 3       | [ 2 ] |
| Japanese Albums (Oricon)     | 12      | [ 3 ] |

## Sprzedaż
| Kraj             | Sprzedaż |
| ---------------- | -------- |
| Korea Południowa | 176 511+ |